# Усачёв, Лев Николаевич
Лев Николаевич Усачёв (26 января 1926 — 24 июня 1983, Обнинск) — российский физик, доктор физико-математических наук. Лауреат Ленинской премии (1960).

## Биография
Окончил Московский государственный университет. С октября 1948 г. работал в Физико-энергетическом институте Государственного комитета Совета Министров СССР по использованию атомной энергии: старший лаборант, научный сотрудник, заведующий теоретическим отделом, с 1964 — директор отделения ядерной и нейтронной физики.
Внёс определяющий вклад в развитие теории и методов расчёта реакторов на быстрых и промежуточных нейтронах, в разработку теории деления ядер, определил физический смысл понятия ценности нейтронов.
Соавтор открытия квадрупольного фотоделения чётно-чётных тяжёлых ядер (N 269 с приоритетом от 22 марта 1965 г., С. П. Капица, Ю. М. Ципенюк, Н. С. Работнов, Г. Н. Смиренкин, А. С. Солдатов, Л. Н. Усачёв). Экспериментально установлена неизвестная ранее закономерность подбарьерного фотоделения чётно-чётных ядер, заключающаяся в возрастании доли квадрупольной компоненты в области подбарьерных энергий и обусловленная зависимостью энергетических барьеров от квантовых характеристик делящихся ядер.
Лауреат Ленинской премии 1960 года за научные исследования физики ядерных реакторов на быстрых нейтронах. Доктор физико-математических наук.
Альпинист и горнолыжник. В 1969 г. принял участие в международном восхождении на пик Ленина (7134 м), был травмирован шаровой молнией, но добрался до вершины. При спуске провалился в трещину, помощь пришла только через сутки. Получил сильное обморожение. Чтобы спасти ему жизнь, пришлось ампутировать ногу, половину ступни и несколько пальцев на руках.
Научился ходить на протезах и вновь встал на горные лыжи, катался в том числе в Хибинах и на Кавказе.
Умер 24 июня 1983 года от сердечного приступа в подъезде своего дома. Похоронен на Кончаловском кладбище.

### Семья
Жена — Вера Петровна; четверо детей.

## Память
В 2013 году в честь Л. Н. Усачёва названа улица в Обнинске.